# بيلي تشابين
بيلي تشابين (بالإنجليزية: Billy Chapin)‏ (مواليد 28 ديسمبر 1943 في لوس أنجلوس - 3 ديسمبر 2016)، هو ممثل طفل أمريكي بدأ مسيرته الفنية عام 1944.

## وصلات خارجية
- بيلي تشابين على موقع IMDb (الإنجليزية)
- بيلي تشابين على موقع ألو سيني (الفرنسية)
- بيلي تشابين على موقع تيرنر كلاسيك موفيز (الإنجليزية)
- بيلي تشابين على موقع أول موفي (الإنجليزية)
- بيلي تشابين على موقع قاعدة بيانات برودواي على الإنترنت (الإنجليزية)
- بيلي تشابين على موقع قاعدة بيانات الأفلام السويدية (السويدية)
- بيلي تشابين على موقع قاعدة بيانات الفيلم (الإنجليزية)
- بيلي تشابين على موقع كينوبويسك (الروسية)